# J.League Cup 2013
J. League Cup 2013, av sponsorskäl även kallad Yamazaki Nabisco Cup 2013, var en japansk fotbollsturnering där lag från proffsligan J-League deltog, dock endast från den högsta divisionen J1. År 2013 spelades turneringen mellan 20 mars och 2 november 2013.

## Gruppspel

### Grupp A
| Nr | Lag                 | S | V | O | F | GM | IM | MS | P  |
| -- | ------------------- | - | - | - | - | -- | -- | -- | -- |
| 1  | Yokohama F. Marinos | 6 | 5 | 0 | 1 | 9  | 2  | +7 | 15 |
| 2  | Kawasaki Frontale   | 6 | 3 | 2 | 1 | 8  | 4  | +4 | 11 |
| 3  | Júbilo Iwata        | 6 | 3 | 1 | 2 | 10 | 7  | +3 | 10 |
| 4  | Shonan Bellmare     | 6 | 2 | 1 | 3 | 4  | 6  | −2 | 7  |
| 5  | Omiya Ardija        | 6 | 2 | 0 | 4 | 7  | 11 | −4 | 6  |
| 6  | Ventforet Kofu      | 6 | 1 | 2 | 3 | 6  | 9  | −3 | 5  |
| 7  | Shimizu S-Pulse     | 6 | 1 | 2 | 3 | 6  | 11 | −5 | 5  |

|       | 20 mars 2013 | Shimizu S-Pulse | 1 – 1 | Ventforet Kofu | OUTSOURCING Stadium Nihondaira   |                                  |
| 13:04 | 13:04        | Hattanda 9′     |       | 32′ Hugo       | Publik: 9 411 Domare: Ryuji Sato | Publik: 9 411 Domare: Ryuji Sato |
| 13:04 | 13:04        |                 |       |                | Publik: 9 411 Domare: Ryuji Sato | Publik: 9 411 Domare: Ryuji Sato |
| 13:04 | 13:04        |                 |       |                | Publik: 9 411 Domare: Ryuji Sato | Publik: 9 411 Domare: Ryuji Sato |

|       | 20 mars 2013 | Omiya Ardija | 0 – 2 | Júbilo Iwata             | NACK5 Stadium                       |                                     |
| 16:00 | 16:00        |              |       | 7′ Kanazono 22′ Yamamoto | Publik: 6 613 Domare: Yosuke Kubota | Publik: 6 613 Domare: Yosuke Kubota |
| 16:00 | 16:00        |              |       |                          | Publik: 6 613 Domare: Yosuke Kubota | Publik: 6 613 Domare: Yosuke Kubota |
| 16:00 | 16:00        |              |       |                          | Publik: 6 613 Domare: Yosuke Kubota | Publik: 6 613 Domare: Yosuke Kubota |

|       | 20 mars 2013 | Yokohama F. Marinos | 1 – 0 | Kawasaki Frontale | Nippatsu Mitsuzawa Stadium            |                                       |
| 17:00 | 17:00        | Marquinhos 83′      |       |                   | Publik: 12 132 Domare: Masaaki Iemoto | Publik: 12 132 Domare: Masaaki Iemoto |
| 17:00 | 17:00        |                     |       |                   | Publik: 12 132 Domare: Masaaki Iemoto | Publik: 12 132 Domare: Masaaki Iemoto |
| 17:00 | 17:00        |                     |       |                   | Publik: 12 132 Domare: Masaaki Iemoto | Publik: 12 132 Domare: Masaaki Iemoto |

|       | 23 mars 2013 | Ventforet Kofu | 0 – 2 | Yokohama F. Marinos     | Yamanashi Chuo Bank Stadium         |                                     |
| 13:03 | 13:03        |                |       | 23′ Hyodo 52′ Nakamachi | Publik: 8 558 Domare: Hajime Matsuo | Publik: 8 558 Domare: Hajime Matsuo |
| 13:03 | 13:03        |                |       |                         | Publik: 8 558 Domare: Hajime Matsuo | Publik: 8 558 Domare: Hajime Matsuo |
| 13:03 | 13:03        |                |       |                         | Publik: 8 558 Domare: Hajime Matsuo | Publik: 8 558 Domare: Hajime Matsuo |

|       | 23 mars 2013 | Júbilo Iwata                                    | 5 – 1 | Shimizu S-Pulse | Yamaha Stadium                     |                                    |
| 13:00 | 13:00        | Kanazono 6′ Matsuura 21′ Yamazaki 69′, 75′, 90′ |       | 86′ Ishige      | Publik: 10 690 Domare: Minoru Tōjō | Publik: 10 690 Domare: Minoru Tōjō |
| 13:00 | 13:00        |                                                 |       |                 | Publik: 10 690 Domare: Minoru Tōjō | Publik: 10 690 Domare: Minoru Tōjō |
| 13:00 | 13:00        |                                                 |       |                 | Publik: 10 690 Domare: Minoru Tōjō | Publik: 10 690 Domare: Minoru Tōjō |

|       | 23 mars 2013 | Shonan Bellmare | 1 – 3 | Omiya Ardija                           | Shonan BMW Stadium Hiratsuka             |                                          |
| 16:00 | 16:00        | Kobayashi 62′   |       | 30′ Tomiyama 61′ Hasegawa 90+4′ Watabe | Publik: 6 019 Domare: Nobutsugu Murakami | Publik: 6 019 Domare: Nobutsugu Murakami |
| 16:00 | 16:00        |                 |       |                                        | Publik: 6 019 Domare: Nobutsugu Murakami | Publik: 6 019 Domare: Nobutsugu Murakami |
| 16:00 | 16:00        |                 |       |                                        | Publik: 6 019 Domare: Nobutsugu Murakami | Publik: 6 019 Domare: Nobutsugu Murakami |

|       | 3 april 2013 | Kawasaki Frontale    | 2 – 1 | Júbilo Iwata | Todoroki Athletics Stadium               |                                          |
| 19:00 | 19:00        | Okubo 44′ Yajima 52′ |       | 73′ Kanazono | Publik: 7 449 Domare: Toshimitsu Yoshida | Publik: 7 449 Domare: Toshimitsu Yoshida |
| 19:00 | 19:00        |                      |       |              | Publik: 7 449 Domare: Toshimitsu Yoshida | Publik: 7 449 Domare: Toshimitsu Yoshida |
| 19:00 | 19:00        |                      |       |              | Publik: 7 449 Domare: Toshimitsu Yoshida | Publik: 7 449 Domare: Toshimitsu Yoshida |

|       | 3 april 2013 | Ventforet Kofu | 0 – 1 | Shonan Bellmare | Yamanashi Chuo Bank Stadium           |                                       |
| 19:00 | 19:00        |                |       | 10′ Taketomi    | Publik: 5 923 Domare: Hiroyuki Kimura | Publik: 5 923 Domare: Hiroyuki Kimura |
| 19:00 | 19:00        |                |       |                 | Publik: 5 923 Domare: Hiroyuki Kimura | Publik: 5 923 Domare: Hiroyuki Kimura |
| 19:00 | 19:00        |                |       |                 | Publik: 5 923 Domare: Hiroyuki Kimura | Publik: 5 923 Domare: Hiroyuki Kimura |

|       | 3 april 2013 | Yokohama F. Marinos | 0 – 1 | Omiya Ardija        | Nippatsu Mitsuzawa Stadium         |                                    |
| 19:30 | 19:30        |                     |       | 28′ Cho Young-Cheol | Publik: 7 214 Domare: Takuto Okabe | Publik: 7 214 Domare: Takuto Okabe |
| 19:30 | 19:30        |                     |       |                     | Publik: 7 214 Domare: Takuto Okabe | Publik: 7 214 Domare: Takuto Okabe |
| 19:30 | 19:30        |                     |       |                     | Publik: 7 214 Domare: Takuto Okabe | Publik: 7 214 Domare: Takuto Okabe |

|       | 10 april 2013 | Omiya Ardija    | 1 – 3 | Ventforet Kofu                        | NACK5 Stadium                    |                                  |
| 19:00 | 19:00         | Ljubijankič 51′ |       | 24′, 29′ Kawamoto 56′ (str.) Ortigoza | Publik: 3 958 Domare: Ryuji Sato | Publik: 3 958 Domare: Ryuji Sato |
| 19:00 | 19:00         |                 |       |                                       | Publik: 3 958 Domare: Ryuji Sato | Publik: 3 958 Domare: Ryuji Sato |
| 19:00 | 19:00         |                 |       |                                       | Publik: 3 958 Domare: Ryuji Sato | Publik: 3 958 Domare: Ryuji Sato |

|       | 10 april 2013 | Kawasaki Frontale | 0 – 0 | Shimizu S-Pulse | Todoroki Athletics Stadium               |                                          |
| 19:00 | 19:00         |                   |       |                 | Publik: 8 964 Domare: Nobutsugu Murakami | Publik: 8 964 Domare: Nobutsugu Murakami |
| 19:00 | 19:00         |                   |       |                 | Publik: 8 964 Domare: Nobutsugu Murakami | Publik: 8 964 Domare: Nobutsugu Murakami |
| 19:00 | 19:00         |                   |       |                 | Publik: 8 964 Domare: Nobutsugu Murakami | Publik: 8 964 Domare: Nobutsugu Murakami |

|       | 10 april 2013 | Júbilo Iwata | 1 – 0 | Shonan Bellmare | Yamaha Stadium                         |                                        |
| 19:00 | 19:00         | Maeda 11′    |       |                 | Publik: 4 644 Domare: Yuichi Nishimura | Publik: 4 644 Domare: Yuichi Nishimura |
| 19:00 | 19:00         |              |       |                 | Publik: 4 644 Domare: Yuichi Nishimura | Publik: 4 644 Domare: Yuichi Nishimura |
| 19:00 | 19:00         |              |       |                 | Publik: 4 644 Domare: Yuichi Nishimura | Publik: 4 644 Domare: Yuichi Nishimura |

|       | 23 april 2013 | Omiya Ardija              | 2 – 3 | Shimizu S-Pulse           | NACK5 Stadium                     |                                   |
| 19:00 | 19:00         | Shimizu 52′ Novaković 80′ |       | 55′, 83′ Baré 79′ Hiraoka | Publik: 4 276 Domare: Minoru Tōjō | Publik: 4 276 Domare: Minoru Tōjō |
| 19:00 | 19:00         |                           |       |                           | Publik: 4 276 Domare: Minoru Tōjō | Publik: 4 276 Domare: Minoru Tōjō |
| 19:00 | 19:00         |                           |       |                           | Publik: 4 276 Domare: Minoru Tōjō | Publik: 4 276 Domare: Minoru Tōjō |

|       | 24 april 2013 | Shonan Bellmare | 0 – 1 | Yokohama F. Marinos | Shonan BMW Stadium Hiratsuka       |                                    |
| 19:00 | 19:00         |                 |       | 44′ Marquinhos      | Publik: 4 747 Domare: James Adcock | Publik: 4 747 Domare: James Adcock |
| 19:00 | 19:00         |                 |       |                     | Publik: 4 747 Domare: James Adcock | Publik: 4 747 Domare: James Adcock |
| 19:00 | 19:00         |                 |       |                     | Publik: 4 747 Domare: James Adcock | Publik: 4 747 Domare: James Adcock |

|       | 24 april 2013 | Ventforet Kofu | 1 – 3 | Kawasaki Frontale               | Yamanashi Chuo Bank Stadium          |                                      |
| 19:00 | 19:00         | Ortigoza 43′   |       | 33′ Yajima 50′ Saneto 81′ Ōkubo | Publik: 4 436 Domare: Stephen Martin | Publik: 4 436 Domare: Stephen Martin |
| 19:00 | 19:00         |                |       |                                 | Publik: 4 436 Domare: Stephen Martin | Publik: 4 436 Domare: Stephen Martin |
| 19:00 | 19:00         |                |       |                                 | Publik: 4 436 Domare: Stephen Martin | Publik: 4 436 Domare: Stephen Martin |

|       | 15 maj 2013 | Kawasaki Frontale     | 2 – 0 | Omiya Ardija | Todoroki Athletics Stadium            |                                       |
| 19:00 | 19:00       | Patrick 6′ Renato 51′ |       |              | Publik: 7 625 Domare: Hiroyuki Kimura | Publik: 7 625 Domare: Hiroyuki Kimura |
| 19:00 | 19:00       |                       |       |              | Publik: 7 625 Domare: Hiroyuki Kimura | Publik: 7 625 Domare: Hiroyuki Kimura |
| 19:00 | 19:00       |                       |       |              | Publik: 7 625 Domare: Hiroyuki Kimura | Publik: 7 625 Domare: Hiroyuki Kimura |

|       | 15 maj 2013 | Shimizu S-Pulse | 0 – 1 | Shonan Bellmare | OUTSOURCING Stadium Nihondaira    |                                   |
| 19:04 | 19:04       |                 |       | 8′ Otsuki       | Publik: 6 261 Domare: Jumpei Iida | Publik: 6 261 Domare: Jumpei Iida |
| 19:04 | 19:04       |                 |       |                 | Publik: 6 261 Domare: Jumpei Iida | Publik: 6 261 Domare: Jumpei Iida |
| 19:04 | 19:04       |                 |       |                 | Publik: 6 261 Domare: Jumpei Iida | Publik: 6 261 Domare: Jumpei Iida |

|       | 15 maj 2013 | Yokohama F. Marinos                   | 3 – 0 | Júbilo Iwata | Nippatsu Mitsuzawa Stadium        |                                   |
| 19:30 | 19:30       | Marquinhos 62′ Saitō 77′ Nakamura 78′ |       |              | Publik: 7 169 Domare: Kenji Ogiya | Publik: 7 169 Domare: Kenji Ogiya |
| 19:30 | 19:30       |                                       |       |              | Publik: 7 169 Domare: Kenji Ogiya | Publik: 7 169 Domare: Kenji Ogiya |
| 19:30 | 19:30       |                                       |       |              | Publik: 7 169 Domare: Kenji Ogiya | Publik: 7 169 Domare: Kenji Ogiya |

|       | 22 maj 2013 | Shonan Bellmare | 1 – 1 | Kawasaki Frontale | Shonan BMW Stadium Hiratsuka    |                                 |
| 19:00 | 19:00       | Kikuchi 40′     |       | 83′ Kobayashi     | Publik: 6 018 Domare: Fukushima | Publik: 6 018 Domare: Fukushima |
| 19:00 | 19:00       |                 |       |                   | Publik: 6 018 Domare: Fukushima | Publik: 6 018 Domare: Fukushima |
| 19:00 | 19:00       |                 |       |                   | Publik: 6 018 Domare: Fukushima | Publik: 6 018 Domare: Fukushima |

|       | 22 maj 2013 | Shimizu S-Pulse | 1 – 2 | Yokohama F. Marinos       | OUTSOURCING Stadium Nihondaira |                               |
| 19:00 | 19:00       | Ishige 74′      |       | 44′ Marquinhos 68′ Fujita | Publik: 6 782 Domare: Yoshida  | Publik: 6 782 Domare: Yoshida |
| 19:00 | 19:00       |                 |       |                           | Publik: 6 782 Domare: Yoshida  | Publik: 6 782 Domare: Yoshida |
| 19:00 | 19:00       |                 |       |                           | Publik: 6 782 Domare: Yoshida  | Publik: 6 782 Domare: Yoshida |

|       | 22 maj 2013 | Júbilo Iwata | 1 – 1 | Ventforet Kofu | Yamaha Stadium                 |                                |
| 19:00 | 19:00       | Komano 6′    |       | 30′ Ortigoza   | Publik: 5 367 Domare: Yamamoto | Publik: 5 367 Domare: Yamamoto |
| 19:00 | 19:00       |              |       |                | Publik: 5 367 Domare: Yamamoto | Publik: 5 367 Domare: Yamamoto |
| 19:00 | 19:00       |              |       |                | Publik: 5 367 Domare: Yamamoto | Publik: 5 367 Domare: Yamamoto |

### Grupp B
| Nr | Lag             | S | V | O | F | GM | IM | MS | P  |
| -- | --------------- | - | - | - | - | -- | -- | -- | -- |
| 1  | Cerezo Osaka    | 6 | 4 | 1 | 1 | 10 | 7  | +3 | 13 |
| 2  | Kashima Antlers | 6 | 4 | 0 | 2 | 8  | 7  | +1 | 12 |
| 3  | FC Tokyo        | 6 | 2 | 3 | 1 | 7  | 5  | +2 | 9  |
| 4  | Nagoya Grampus  | 6 | 2 | 3 | 1 | 6  | 5  | +1 | 9  |
| 5  | Oita Trinita    | 6 | 1 | 3 | 2 | 6  | 7  | −1 | 6  |
| 6  | Sagan Tosu      | 6 | 1 | 1 | 4 | 6  | 8  | −2 | 4  |
| 7  | Albirex Niigata | 6 | 1 | 1 | 4 | 6  | 10 | −4 | 4  |

|       | 20 mars 2013 | Albirex Niigata | 1 – 1 | Oita Trinita | Big Swan Stadium                          |                                           |
| 13:00 | 13:00        | Hamada 37′      |       | 29′ Kijima   | Publik: 12 369 Domare: Hiroyoshi Takayama | Publik: 12 369 Domare: Hiroyoshi Takayama |
| 13:00 | 13:00        |                 |       |              | Publik: 12 369 Domare: Hiroyoshi Takayama | Publik: 12 369 Domare: Hiroyoshi Takayama |
| 13:00 | 13:00        |                 |       |              | Publik: 12 369 Domare: Hiroyoshi Takayama | Publik: 12 369 Domare: Hiroyoshi Takayama |

|       | 20 mars 2013 | FC Tokyo | 0 – 0 | Sagan Tosu | Komazawa Olympiastadion                 |                                         |
| 14:00 | 14:00        |          |       |            | Publik: 11 039 Domare: Yuichi Nishimura | Publik: 11 039 Domare: Yuichi Nishimura |
| 14:00 | 14:00        |          |       |            | Publik: 11 039 Domare: Yuichi Nishimura | Publik: 11 039 Domare: Yuichi Nishimura |
| 14:00 | 14:00        |          |       |            | Publik: 11 039 Domare: Yuichi Nishimura | Publik: 11 039 Domare: Yuichi Nishimura |

|       | 20 mars 2013 | Nagoya Grampus | 1 – 1 | Cerezo Osaka     | Mizuho Athletic Stadium                  |                                          |
| 16:00 | 16:00        | Tamada 68′     |       | 47′ (sjm.) Honda | Publik: 8 032 Domare: Koichiro Fukushima | Publik: 8 032 Domare: Koichiro Fukushima |
| 16:00 | 16:00        |                |       |                  | Publik: 8 032 Domare: Koichiro Fukushima | Publik: 8 032 Domare: Koichiro Fukushima |
| 16:00 | 16:00        |                |       |                  | Publik: 8 032 Domare: Koichiro Fukushima | Publik: 8 032 Domare: Koichiro Fukushima |

|       | 23 mars 2013 | Oita Trinita | 1 – 2 | Cerezo Osaka              | Ōita Stadium                      |                                   |
| 13:00 | 13:00        | Marutani 64′ |       | 1′ Minamino 75′ Yamaguchi | Publik: 6 957 Domare: Jumpei Iida | Publik: 6 957 Domare: Jumpei Iida |
| 13:00 | 13:00        |              |       |                           | Publik: 6 957 Domare: Jumpei Iida | Publik: 6 957 Domare: Jumpei Iida |
| 13:00 | 13:00        |              |       |                           | Publik: 6 957 Domare: Jumpei Iida | Publik: 6 957 Domare: Jumpei Iida |

|       | 23 mars 2013 | Kashima Antlers    | 2 – 4 | FC Tokyo                                     | Kashima Soccer Stadium                |                                       |
| 16:00 | 16:00        | Osako 28′ Davi 78′ |       | 57′ Lucas 45+1′ Watanabe 77′ Lee 81′ Higashi | Publik: 11 839 Domare: Yudai Yamamoto | Publik: 11 839 Domare: Yudai Yamamoto |
| 16:00 | 16:00        |                    |       |                                              | Publik: 11 839 Domare: Yudai Yamamoto | Publik: 11 839 Domare: Yudai Yamamoto |
| 16:00 | 16:00        |                    |       |                                              | Publik: 11 839 Domare: Yudai Yamamoto | Publik: 11 839 Domare: Yudai Yamamoto |

|       | 23 mars 2013 | Sagan Tosu | 1 – 2 | Nagoya Grampus                | Best Amenity Stadium                     |                                          |
| 16:00 | 16:00        | Ikeda 19′  |       | 15′ Jakimovski 75′ Kisho Yano | Publik: 5 926 Domare: Toshimitsu Yoshida | Publik: 5 926 Domare: Toshimitsu Yoshida |
| 16:00 | 16:00        |            |       |                               | Publik: 5 926 Domare: Toshimitsu Yoshida | Publik: 5 926 Domare: Toshimitsu Yoshida |
| 16:00 | 16:00        |            |       |                               | Publik: 5 926 Domare: Toshimitsu Yoshida | Publik: 5 926 Domare: Toshimitsu Yoshida |

|       | 3 april 2013 | Kashima Antlers | 1 – 0 | Sagan Tosu | Kashima Soccer Stadium                   |                                          |
| 19:00 | 19:00        | Motoyama 90+1′  |       |            | Publik: 5 070 Domare: Nobutsugu Murakami | Publik: 5 070 Domare: Nobutsugu Murakami |
| 19:00 | 19:00        |                 |       |            | Publik: 5 070 Domare: Nobutsugu Murakami | Publik: 5 070 Domare: Nobutsugu Murakami |
| 19:00 | 19:00        |                 |       |            | Publik: 5 070 Domare: Nobutsugu Murakami | Publik: 5 070 Domare: Nobutsugu Murakami |

|       | 3 april 2013 | FC Tokyo | 0 – 0 | Nagoya Grampus | Ajinomoto Stadium                   |                                     |
| 19:00 | 19:00        |          |       |                | Publik: 9 900 Domare: Hajime Matsuo | Publik: 9 900 Domare: Hajime Matsuo |
| 19:00 | 19:00        |          |       |                | Publik: 9 900 Domare: Hajime Matsuo | Publik: 9 900 Domare: Hajime Matsuo |
| 19:00 | 19:00        |          |       |                | Publik: 9 900 Domare: Hajime Matsuo | Publik: 9 900 Domare: Hajime Matsuo |

|       | 3 april 2013 | Albirex Niigata  | 2 – 1 | Cerezo Osaka | Big Swan Stadium                  |                                   |
| 19:00 | 19:00        | Okamoto 61′, 85′ |       | 30′ Kakitani | Publik: 7 320 Domare: Kenji Ogiya | Publik: 7 320 Domare: Kenji Ogiya |
| 19:00 | 19:00        |                  |       |              | Publik: 7 320 Domare: Kenji Ogiya | Publik: 7 320 Domare: Kenji Ogiya |
| 19:00 | 19:00        |                  |       |              | Publik: 7 320 Domare: Kenji Ogiya | Publik: 7 320 Domare: Kenji Ogiya |

|       | 10 april 2013 | Albirex Niigata | 1 – 2 | Kashima Antlers | Big Swan Stadium                  |                                   |
| 19:00 | 19:00         | Kawamata 87′    |       | 29′, 41′ Davi   | Publik: 7 210 Domare: Jumpei Iida | Publik: 7 210 Domare: Jumpei Iida |
| 19:00 | 19:00         |                 |       |                 | Publik: 7 210 Domare: Jumpei Iida | Publik: 7 210 Domare: Jumpei Iida |
| 19:00 | 19:00         |                 |       |                 | Publik: 7 210 Domare: Jumpei Iida | Publik: 7 210 Domare: Jumpei Iida |

|       | 10 april 2013 | Nagoya Grampus    | 1 – 1 | Oita Trinita  | Mizuho Athletic Stadium              |                                      |
| 19:00 | 19:00         | Tanaka 61′ (str.) |       | 19′ Morishima | Publik: 4 601 Domare: Yudai Yamamoto | Publik: 4 601 Domare: Yudai Yamamoto |
| 19:00 | 19:00         |                   |       |               | Publik: 4 601 Domare: Yudai Yamamoto | Publik: 4 601 Domare: Yudai Yamamoto |
| 19:00 | 19:00         |                   |       |               | Publik: 4 601 Domare: Yudai Yamamoto | Publik: 4 601 Domare: Yudai Yamamoto |

|       | 10 april 2013 | Cerezo Osaka               | 2 – 1 | FC Tokyo | Nagai Stadium                       |                                     |
| 19:00 | 19:00         | Kakitani 55′ Simplício 69′ |       | 61′ Lee  | Publik: 7 296 Domare: Yosuke Kubota | Publik: 7 296 Domare: Yosuke Kubota |
| 19:00 | 19:00         |                            |       |          | Publik: 7 296 Domare: Yosuke Kubota | Publik: 7 296 Domare: Yosuke Kubota |
| 19:00 | 19:00         |                            |       |          | Publik: 7 296 Domare: Yosuke Kubota | Publik: 7 296 Domare: Yosuke Kubota |

|       | 24 april 2013 | Kashima Antlers | 1 – 0 | Nagoya Grampus | Kashima Soccer Stadium              |                                     |
| 19:00 | 19:00         | Juninho 23′     |       |                | Publik: 4 375 Domare: Hajime Matsuo | Publik: 4 375 Domare: Hajime Matsuo |
| 19:00 | 19:00         |                 |       |                | Publik: 4 375 Domare: Hajime Matsuo | Publik: 4 375 Domare: Hajime Matsuo |
| 19:00 | 19:00         |                 |       |                | Publik: 4 375 Domare: Hajime Matsuo | Publik: 4 375 Domare: Hajime Matsuo |

|       | 24 april 2013 | Sagan Tosu              | 2 – 0 | Albirex Niigata | Best Amenity Stadium              |                                   |
| 19:00 | 19:00         | Toyoda 61′ Hayasaka 90′ |       |                 | Publik: 3 640 Domare: Kenji Ogiya | Publik: 3 640 Domare: Kenji Ogiya |
| 19:00 | 19:00         |                         |       |                 | Publik: 3 640 Domare: Kenji Ogiya | Publik: 3 640 Domare: Kenji Ogiya |
| 19:00 | 19:00         |                         |       |                 | Publik: 3 640 Domare: Kenji Ogiya | Publik: 3 640 Domare: Kenji Ogiya |

|       | 24 april 2013 | Oita Trinita | 0 – 0 | FC Tokyo | Ōita Stadium                      |                                   |
| 19:00 | 19:00         |              |       |          | Publik: 4 623 Domare: Jumpei Iida | Publik: 4 623 Domare: Jumpei Iida |
| 19:00 | 19:00         |              |       |          | Publik: 4 623 Domare: Jumpei Iida | Publik: 4 623 Domare: Jumpei Iida |
| 19:00 | 19:00         |              |       |          | Publik: 4 623 Domare: Jumpei Iida | Publik: 4 623 Domare: Jumpei Iida |

|       | 15 maj 2013 | FC Tokyo              | 2 – 1 | Albirex Niigata | Tokyos Olympiastadion                 |                                       |
| 19:04 | 19:04       | Ishikawa 51′ Mita 82′ |       | 65′ Okamoto     | Publik: 12 724 Domare: Masaaki Iemoto | Publik: 12 724 Domare: Masaaki Iemoto |
| 19:04 | 19:04       |                       |       |                 | Publik: 12 724 Domare: Masaaki Iemoto | Publik: 12 724 Domare: Masaaki Iemoto |
| 19:04 | 19:04       |                       |       |                 | Publik: 12 724 Domare: Masaaki Iemoto | Publik: 12 724 Domare: Masaaki Iemoto |

|       | 15 maj 2013 | Cerezo Osaka               | 2 – 1 | Sagan Tosu | Kincho Stadium                      |                                     |
| 19:05 | 19:05       | Maruhashi 72′ Minamino 86′ |       | 1′ Kanai   | Publik: 6 941 Domare: Yosuke Kubota | Publik: 6 941 Domare: Yosuke Kubota |
| 19:05 | 19:05       |                            |       |            | Publik: 6 941 Domare: Yosuke Kubota | Publik: 6 941 Domare: Yosuke Kubota |
| 19:05 | 19:05       |                            |       |            | Publik: 6 941 Domare: Yosuke Kubota | Publik: 6 941 Domare: Yosuke Kubota |

|       | 15 maj 2013 | Oita Trinita | 0 – 1 | Kashima Antlers | Ōita Stadium                             |                                          |
| 19:30 | 19:30       |              |       | 90+5′ Osako     | Publik: 4 563 Domare: Koichiro Fukushima | Publik: 4 563 Domare: Koichiro Fukushima |
| 19:30 | 19:30       |              |       |                 | Publik: 4 563 Domare: Koichiro Fukushima | Publik: 4 563 Domare: Koichiro Fukushima |
| 19:30 | 19:30       |              |       |                 | Publik: 4 563 Domare: Koichiro Fukushima | Publik: 4 563 Domare: Koichiro Fukushima |

|       | 22 maj 2013 | Nagoya Grampus         | 2 – 1 | Albirex Niigata | Mizuho Athletic Stadium     |                             |
| 19:00 | 19:00       | ? 3′ (sjm.) Tamada 24′ |       | 41′ Léo Silva   | Publik: 4 106 Domare: Maeda | Publik: 4 106 Domare: Maeda |
| 19:00 | 19:00       |                        |       |                 | Publik: 4 106 Domare: Maeda | Publik: 4 106 Domare: Maeda |
| 19:00 | 19:00       |                        |       |                 | Publik: 4 106 Domare: Maeda | Publik: 4 106 Domare: Maeda |

|       | 22 maj 2013 | Cerezo Osaka         | 2 – 1 | Kashima Antlers | Kincho Stadium               |                              |
| 19:00 | 19:00       | Edno 2′ Kakitani 36′ |       | 21′ Davi        | Publik: 10 336 Domare: Okabe | Publik: 10 336 Domare: Okabe |
| 19:00 | 19:00       |                      |       |                 | Publik: 10 336 Domare: Okabe | Publik: 10 336 Domare: Okabe |
| 19:00 | 19:00       |                      |       |                 | Publik: 10 336 Domare: Okabe | Publik: 10 336 Domare: Okabe |

|       | 22 maj 2013 | Sagan Tosu         | 2 – 3 | Oita Trinita           | Best Amenity Stadium       |                            |
| 19:00 | 19:00       | Ikeda 28′ Noda 71′ |       | 59′, 83′, 87′ Marutani | Publik: 4 322 Domare: Sato | Publik: 4 322 Domare: Sato |
| 19:00 | 19:00       |                    |       |                        | Publik: 4 322 Domare: Sato | Publik: 4 322 Domare: Sato |
| 19:00 | 19:00       |                    |       |                        | Publik: 4 322 Domare: Sato | Publik: 4 322 Domare: Sato |

## Utslagsspel
|  | Kvartsfinaler       | Kvartsfinaler     | Kvartsfinaler  | Kvartsfinaler |   |                     | Semifinaler | Semifinaler | Semifinaler | Semifinaler |  |  | Final              | Final |  |  |
|  |                     |                   |                |               |   |                     |             |             |             |             |  |  |                    |       |  |  |
|  | Cerezo Osaka        | 0                 | 1              | 1             |   |                     |             |             |             |             |  |  |                    |       |  |  |
|  | Urawa Red Diamonds  | 2                 | 1              | 3             |   |                     |             |             |             |             |  |  |                    |       |  |  |
|  | Urawa Red Diamonds  | 2                 | 1              | 3             |   | Urawa Red Diamonds  | 2           | 1           | 3           |             |  |  |                    |       |  |  |
|  |                     |                   |                |               |   | Urawa Red Diamonds  | 2           | 1           | 3           |             |  |  |                    |       |  |  |
|  |                     | Kawasaki Frontale | 3              | 0             | 3 |                     |             |             |             |             |  |  |                    |       |  |  |
|  | Kawasaki Frontale   | Kawasaki Frontale | 3              | 0             | 3 | 2                   | 3           | 5           |             |             |  |  |                    |       |  |  |
|  | Kawasaki Frontale   |                   |                |               |   | 2                   | 3           | 5           |             |             |  |  |                    |       |  |  |
|  | Vegalta Sendai      | 1                 | 2              | 3             |   |                     |             |             |             |             |  |  |                    |       |  |  |
|  |                     |                   |                |               |   |                     |             |             |             |             |  |  | Urawa Red Diamonds | 0     |  |  |
|  |                     |                   | Kashiwa Reysol | 1             |   |                     |             |             |             |             |  |  |                    |       |  |  |
|  | Yokohama F. Marinos | 2                 | 3              | 5             |   |                     |             |             |             |             |  |  |                    |       |  |  |
|  | Kashima Antlers     | 0                 | 1              | 1             |   |                     |             |             |             |             |  |  |                    |       |  |  |
|  | Kashima Antlers     | 0                 | 1              | 1             |   | Yokohama F. Marinos | 0           | 2           | 2           |             |  |  |                    |       |  |  |
|  |                     |                   |                |               |   | Yokohama F. Marinos | 0           | 2           | 2           |             |  |  |                    |       |  |  |
|  |                     | Kashiwa Reysol    | 4              | 0             | 4 |                     |             |             |             |             |  |  |                    |       |  |  |
|  | Sanfrecce Hiroshima | Kashiwa Reysol    | 4              | 0             | 4 | 1                   | 1           | 2           |             |             |  |  |                    |       |  |  |
|  | Sanfrecce Hiroshima |                   |                |               |   | 1                   | 1           | 2           |             |             |  |  |                    |       |  |  |
|  | Kashiwa Reysol      | 2                 | 0              | 2             |   |                     |             |             |             |             |  |  |                    |       |  |  |

### Kvartsfinaler
Cerezo Osaka mot Urawa Red Diamonds
| K1.1  | 23 juni 2013 | Cerezo Osaka | 0 – 2 | Urawa Red Diamonds | Nagai Stadium                       |                                     |
| 19:04 | 19:04        |              |       | 9′, 56′ Koroki     | Osaka Publik: 16 602 Domare: Iemoto | Osaka Publik: 16 602 Domare: Iemoto |
| 19:04 | 19:04        |              |       |                    | Osaka Publik: 16 602 Domare: Iemoto | Osaka Publik: 16 602 Domare: Iemoto |
| 19:04 | 19:04        |              |       |                    | Osaka Publik: 16 602 Domare: Iemoto | Osaka Publik: 16 602 Domare: Iemoto |

| K1.2  | 30 juni 2013 | Urawa Red Diamonds | 1 – 1 | Cerezo Osaka | Saitama Stadium                     |                                     |
| 18:00 | 18:00        | Umesaki 34′        |       | 6′ Minamino  | Saitama Publik: 22 743 Domare: Iida | Saitama Publik: 22 743 Domare: Iida |
| 18:00 | 18:00        |                    |       |              | Saitama Publik: 22 743 Domare: Iida | Saitama Publik: 22 743 Domare: Iida |
| 18:00 | 18:00        |                    |       |              | Saitama Publik: 22 743 Domare: Iida | Saitama Publik: 22 743 Domare: Iida |

Kawasaki Frontale mot Vegalta Sendai
| K2.1  | 23 juni 2013 | Kawasaki Frontale        | 2 – 1 | Vegalta Sendai   | Kawasaki Todoroki Stadium              |                                        |
| 18:00 | 18:00        | Kobayashi 36′ Renato 77′ |       | 90+3′ Matsushita | Kawasaki Publik: 10 711 Domare: Matsuo | Kawasaki Publik: 10 711 Domare: Matsuo |
| 18:00 | 18:00        |                          |       |                  | Kawasaki Publik: 10 711 Domare: Matsuo | Kawasaki Publik: 10 711 Domare: Matsuo |
| 18:00 | 18:00        |                          |       |                  | Kawasaki Publik: 10 711 Domare: Matsuo | Kawasaki Publik: 10 711 Domare: Matsuo |

| K2.2  | 30 juni 2013 | Vegalta Sendai | 2 – 3 | Kawasaki Frontale            | Yurtec Stadium Sendai              |                                    |
| 18:04 | 18:04        | Wilson 4′, 68′ |       | 10′, 41′ Nakamura 50′ Moriya | Sendai Publik: 11 176 Domare: Sato | Sendai Publik: 11 176 Domare: Sato |
| 18:04 | 18:04        |                |       |                              | Sendai Publik: 11 176 Domare: Sato | Sendai Publik: 11 176 Domare: Sato |
| 18:04 | 18:04        |                |       |                              | Sendai Publik: 11 176 Domare: Sato | Sendai Publik: 11 176 Domare: Sato |

Kashima Antlers mot Yokohama F. Marinos
| K3.1  | 23 juni 2013 | Kashima Antlers | 0 – 2 | Yokohama F. Marinos         | Kashima Soccer Stadium                  |                                         |
| 18:04 | 18:04        |                 |       | 18′ Nakamura 79′ Marquinhos | Kashima Publik: 13 099 Domare: Murakami | Kashima Publik: 13 099 Domare: Murakami |
| 18:04 | 18:04        |                 |       |                             | Kashima Publik: 13 099 Domare: Murakami | Kashima Publik: 13 099 Domare: Murakami |
| 18:04 | 18:04        |                 |       |                             | Kashima Publik: 13 099 Domare: Murakami | Kashima Publik: 13 099 Domare: Murakami |

| K3.2  | 30 juni 2013 | Yokohama F. Marinos                 | 3 – 1 | Kashima Antlers | Nissan Stadium                        |                                       |
| 19:00 | 19:00        | Saito 39′ Marquinhos 59′ Narawa 90′ |       | 65′ Davi        | Yokohama Publik: 14 038 Domare: Ogiya | Yokohama Publik: 14 038 Domare: Ogiya |
| 19:00 | 19:00        |                                     |       |                 | Yokohama Publik: 14 038 Domare: Ogiya | Yokohama Publik: 14 038 Domare: Ogiya |
| 19:00 | 19:00        |                                     |       |                 | Yokohama Publik: 14 038 Domare: Ogiya | Yokohama Publik: 14 038 Domare: Ogiya |

Sanfrecce Hiroshima mot Kashiwa Reysol
| K4.1  | 23 juni 2013 | Sanfrecce Hiroshima | 1 – 2 | Kashiwa Reysol      | EDION Stadium Hiroshima                |                                        |
| 19:03 | 19:03        | Takahagi 59′        |       | 55′ Tanaka 61′ Kudo | Hiroshima Publik: 9 427 Domare: Kimura | Hiroshima Publik: 9 427 Domare: Kimura |
| 19:03 | 19:03        |                     |       |                     | Hiroshima Publik: 9 427 Domare: Kimura | Hiroshima Publik: 9 427 Domare: Kimura |
| 19:03 | 19:03        |                     |       |                     | Hiroshima Publik: 9 427 Domare: Kimura | Hiroshima Publik: 9 427 Domare: Kimura |

| K4.2  | 30 juni 2013 | Kashiwa Reysol | 0 – 1 | Sanfrecce Hiroshima | Hitachi Kashiwa Stadium            |                                    |
| 19:00 | 19:00        |                |       | 59′ Sato            | Kashiwa Publik: 7 775 Domare: Tojo | Kashiwa Publik: 7 775 Domare: Tojo |
| 19:00 | 19:00        |                |       |                     | Kashiwa Publik: 7 775 Domare: Tojo | Kashiwa Publik: 7 775 Domare: Tojo |
| 19:00 | 19:00        |                |       |                     | Kashiwa Publik: 7 775 Domare: Tojo | Kashiwa Publik: 7 775 Domare: Tojo |

### Semifinaler
Kawasaki Frontale mot Urawa Red Diamonds
| S1.1  | 23 juni 2013 | Kawasaki Frontale         | 3 – 2 | Urawa Red Diamonds | Kawasaki Todoroki Stadium              |                                        |
| 18:00 | 18:00        | Renato 67′ Okubo 79′, 80′ |       | 45′, 47′ Koroki    | Kawasaki Publik: 19 193 Domare: Kimura | Kawasaki Publik: 19 193 Domare: Kimura |
| 18:00 | 18:00        |                           |       |                    | Kawasaki Publik: 19 193 Domare: Kimura | Kawasaki Publik: 19 193 Domare: Kimura |
| 18:00 | 18:00        |                           |       |                    | Kawasaki Publik: 19 193 Domare: Kimura | Kawasaki Publik: 19 193 Domare: Kimura |

| S1.2  | 12 oktober 2013 | Urawa Red Diamonds | 1 – 0 | Kawasaki Frontale | Saitama Stadium                          |                                          |
| 17:00 | 17:00           | Koroki 80′         |       |                   | Saitama Publik: 27 197 Domare: Nishimura | Saitama Publik: 27 197 Domare: Nishimura |
| 17:00 | 17:00           |                    |       |                   | Saitama Publik: 27 197 Domare: Nishimura | Saitama Publik: 27 197 Domare: Nishimura |
| 17:00 | 17:00           |                    |       |                   | Saitama Publik: 27 197 Domare: Nishimura | Saitama Publik: 27 197 Domare: Nishimura |

Kashiwa Reysol mot Yokohama F. Marinos
| S2.1  | 7 september 2013 | Kashiwa Reysol                          | 4 – 0 | Yokohama F. Marinos | Hitachi Kashiwa Stadium                |                                        |
| 19:04 | 19:04            | Tanaka 18′, 44′ Jorge Wagner 45+2′, 85′ |       |                     | Kashiwa Publik: 10 532 Domare: Yoshida | Kashiwa Publik: 10 532 Domare: Yoshida |
| 19:04 | 19:04            |                                         |       |                     | Kashiwa Publik: 10 532 Domare: Yoshida | Kashiwa Publik: 10 532 Domare: Yoshida |
| 19:04 | 19:04            |                                         |       |                     | Kashiwa Publik: 10 532 Domare: Yoshida | Kashiwa Publik: 10 532 Domare: Yoshida |

| S2.2  | 12 oktober 2013 | Yokohama F. Marinos       | 2 – 0 | Kashiwa Reysol | NHK Mitsuzawa Stadium                  |                                        |
| 13:00 | 13:00           | Marquinhos 32′ Sato 45+3′ |       |                | Yokohama Publik: 10 071 Domare: Iemoto | Yokohama Publik: 10 071 Domare: Iemoto |
| 13:00 | 13:00           |                           |       |                | Yokohama Publik: 10 071 Domare: Iemoto | Yokohama Publik: 10 071 Domare: Iemoto |
| 13:00 | 13:00           |                           |       |                | Yokohama Publik: 10 071 Domare: Iemoto | Yokohama Publik: 10 071 Domare: Iemoto |

### Final
| Final | 2 november 2013 | Urawa Red Diamonds | 0 – 1   | Kashiwa Reysol | Tokyos Olympiastadion                              |                                                    |
| 13:10 | 13:10           |                    | (0 – 1) | 45+2′ Kudo     | Shinjuku, Tokyo Publik: 46 675 Domare: Kenji Ogiya | Shinjuku, Tokyo Publik: 46 675 Domare: Kenji Ogiya |
| 13:10 | 13:10           |                    |         |                | Shinjuku, Tokyo Publik: 46 675 Domare: Kenji Ogiya | Shinjuku, Tokyo Publik: 46 675 Domare: Kenji Ogiya |
| 13:10 | 13:10           |                    |         |                | Shinjuku, Tokyo Publik: 46 675 Domare: Kenji Ogiya | Shinjuku, Tokyo Publik: 46 675 Domare: Kenji Ogiya |